# Narcisse-André Daelman

Wapen van de familie Daelman

Narcisse André Hubert Ghislain Désiré Daelman (Bergen, 23 mei 1768 - Brussel, 3 september 1834) was een Zuid-Nederlands edelman.

## Geschiedenis
- In 1705 verleende koning Filips V van Spanje erfelijke adel aan Charles-François Daelman, overgrootvader van Narcisse Daelman.

## Levensloop
- Narcisse Daelman was een zoon van Frédéric Daelman, licentiaat in de rechten, schepen van Bergen, heer van Wildre, de la Motte en de la Panneterie, en van Marie-Anne Darche. Hij trouwde met Honorine Grenet (1770-1847) en ze hadden vier kinderen.
  - Alexis Daelman (1800-1873) was infanteriemajoor. In 1841 verleende Willem II der Nederlanden hem de titel baron, overdraagbaar bij eerstgeboorte, die in 1851 bevestigd werd door Leopold I van België. Hij trouwde in 1837 met gravin Joséphine de Glymes de Hollebecque (1795-1844) en hertrouwde in 1846 met barones Anne de Seltenhoff (1780-1950). Uit het eerste bed had hij vier kinderen, maar zonder verdere afstammelingen.
  - Théodore Daelman (1804-1884), kolonel, trouwde in 1832 met Marie-Catherine Sterckval (1810-1900). Ze kregen zeven kinderen.
    - Felix Daelman (1836-1918), luitenant-generaal, trouwde in 1866 met Léonie Portaels (1844-1927). Ze kregen acht kinderen, maar in de volgende generatie doofde ook deze familietak uit.